# نقاشی قهوه‌خانه (کتاب سیف)
نقاشی قهوه‌خانه کتابی از هادی سیف است که در سال ۱۳۶۹ منتشر و در مراسم کتاب سال جمهوری اسلامی ایران به‌عنوان کتاب شایسته تقدیر معرفی شد.

## محتوا
کتاب شامل پیشگفتار و بخش‌هایی تحت عناوین زیر است:
- به یاد همه یادها
- به یاد حسین قوللر آقاسی
- به یاد محمد مدبر
- به یاد یاران
- به یاد یادگارها
- فهرست تابلوها